# Jonathan Aitken
Pour les articles homonymes, voir Aitken.
Jonathan William Patrick Aitken (né le 30 août 1942 à Dublin) est un journaliste britannique, homme politique (député conservateur  et ministre) puis prêtre anglican (vocation tardive).  
Reconnu coupable de parjure en 1999 et condamné à 18 mois de prison, dont sept mois ferme, il est l'un des rares membres du Conseil privé à avoir dû en démissionner. Ayant trouvé la foi en prison, il fait des études de théologie et est ordonné prêtre dans l'Église d'Angleterre.  

## Famille
Il est le fils de Sir William Aitken, ancien député conservateur, et l'honorable Penelope Aitken, fille de John Maffey,. Aitken est un petit-neveu du magnat des journaux et ministre de guerre, Max Aitken. Sa sœur est l'actrice Maria Aitken (en) et son neveu est l'acteur Jack Davenport. Il est le parrain de James Abbott, le fils de la femme politique travailliste Diane Abbott.
En 1979, Aitken épouse Lolicia Olivera Azucki, de Zurich, en Suisse ; ils divorcent en 1998. Ils ont deux filles, jumelles, Alexandra et Victoria Aitken, et un fils, William Aitken. En 1999, des tests ADN confirment que l'actrice Petrina Khashoggi, fille putative du marchand d'armes milliardaire Adnan Khashoggi, est l'enfant biologique d'Aitken, résultat d'une liaison avec la femme de Khashoggi, Soraya (née Sandra Daly). Il se remarie avec Elizabeth Harris, fille de David Rees-Williams en juin 2003.[réf. nécessaire]
La paternité d'Aitken lui-même a également été mise en question. En décembre 2008, l'historien néerlandais Cees Fasseur affirme qu'Aitken est issu d'une liaison pendant la guerre entre le prince Bernhard des Pays-Bas et Penelope Aitken.

## Jeunesse
Aitken est né à Dublin, en Irlande. Son grand-père, Sir John Maffey (qui est créé le 1er baron Rugby en février 1947), est le premier représentant britannique officiel auprès du nouvel État irlandais indépendant, nommé en octobre 1939, à une époque où les relations anglo-irlandaises restent tendues mais s'améliorent. Le titre officiel de Maffey est «Représentant du Royaume-Uni en Eire ». Le baptême d'Aitken a lieu le 16 octobre 1942 à la Cathédrale Saint-Patrick de Dublin, une église anglicane, dans laquelle il est nommé "Jonathan William Patrick Aitken". Le troisième nom, "Patrick", est inclus à un stade tardif en raison de l'importance internationale inattendue de l'occasion - l'un des journaux irlandais rapporte que "le petit-fils de l'envoyé britannique est un vrai Paddy ". Le Taoiseach, Éamon de Valera, qui connait ses grands-parents, demande à assister au baptême et sa présence au baptême est symbolique de l'amélioration des relations anglo-irlandaises. La princesse Juliana (qui deviendra plus tard la reine Juliana des Pays-Bas) en tant que marraine est également présente.[réf. nécessaire]
Aitken contracte la tuberculose et, à l'âge de quatre ans, est hospitalisé dans le service de pneumologie de l'hôpital Cappagh de Dublin, où il est, pendant plus de trois ans, soigné et éduqué par des religieuses catholiques. Son père, pilote de la RAF pendant la Seconde Guerre mondiale, est grièvement blessé lorsque son Spitfire est abattu.[réf. nécessaire]
Il fréquente le Collège d'Eton et étudie le droit au collège de Christ Church, à Oxford. Sa carrière suit d'abord un parcours similaire à la carrière d'après-guerre de son père, qui devient journaliste puis député conservateur de Bury St Edmunds.

## Journaliste
Il est correspondant de guerre dans les années 1960 au Vietnam et au Biafra, et se fait une réputation de prise de risque lorsqu'il prend du LSD en 1966 comme expérience pour un article dans le London Evening Standard et fait un bad trip : « cette drogue a besoin de la police, du Home Office et d'un dictateur pour l’étouffer », écrit-il.[réf. nécessaire]
Il est également journaliste à la Yorkshire Television de 1968 à 1970, présentant l'émission de nouvelles régionalee Calendar. Aitken est la première personne à être vue à l'écran de Yorkshire Television lorsqu'elle commence à diffuser .
En 1970, Aitken est acquitté à Old Bailey pour avoir enfreint l'article 2 de l'Official Secrets Act 1911, quand il photocopie un rapport sur la fourniture d'armes par le gouvernement britannique au Nigeria, et envoie une copie au Sunday Telegraph et à Hugh Fraser, un député conservateur pro-Biafra (guerre civile nigériane). À la suite de cette affaire, il perd son investiture comme candidat conservateur dans la circonscription parlementaire de Thirsk et Malton .
Aitken était l'un des rares journalistes[réf. nécessaire] aux questions desquels Nixon acceptait de répondre et à qui il accordait des interviews. Bien que sa biographie ne soit pas autorisée, il publie en 1993 une biographie très favorable de l'ancien président américain Richard Nixon, Nixon: A Life. 

## Carrière parlementaire
Battu à Meriden dans les West Midlands en 1966, il est élu député de Thanet East aux élections générales de février 1974 ; à partir de 1983, il siège pour South Thanet. Il réussit à offenser le Premier ministre Margaret Thatcher en mettant fin à une relation avec sa fille, Carol Thatcher, et en suggérant que Thatcher "pense probablement que Sinaï est le pluriel de Sinus " à un journal égyptien. Il reste sur les bancs d'arrière tout au long du mandat de premier ministre de Thatcher, tout en participant à la relance de TV-AM.[réf. nécessaire]

### L'affaire Hollis
Aitken écrit une lettre hautement confidentielle à Thatcher au début de 1980, traitant d'allégations selon lesquelles l'ancien directeur général du MI5, Sir Roger Hollis, aurait été un agent double travaillant également pour l' Union soviétique. Cette information est parvenue à Aitken du maître espion à la retraite de la CIA, James Angleton. L'historien de l'espionnage Chapman Pincher obtient une copie de la lettre et utilise les anciens officiers du MI5 Peter Wright et Arthur Martin comme principales sources secrètes supplémentaires, pour écrire le livre sensationnel Leur métier est la trahison en 1981. Cette affaire fait rage avec beaucoup de controverse tout au long des années 1980 et conduit Wright à publier son propre livre Spycatcher en 1987, malgré les efforts du gouvernement australien devant les tribunaux pour l'empêcher de le faire.[réf. nécessaire]

### Ministre d'État aux marchés publics de la défense
Aitken devient ministre d'État aux marchés publics de la défense sous le premier ministre John Major en 1992 . Il est ensuite accusé d'avoir violé les règles ministérielles en permettant à un homme d'affaires arabe de payer son séjour au Ritz de Paris, s'est parjuré et est emprisonné.[réf. nécessaire]
Aitken est auparavant directeur de BMARC, un exportateur d'armes, de 1988 à 1990. En 1995, une motion de la Chambre des communes montre que, alors qu'il est ministre du Cabinet, il a signé un certificat controversé d'immunité d'intérêt public (PIIC) en septembre 1992 concernant le procès Matrix Churchill, et que les documents « gelés » comprenaient des documents relatifs à la fourniture d'armes à Iran par BMARC pendant une période où il administrait cette société.

### Secrétaire en chef au Trésor
Il devient secrétaire en chef du Trésor en 1994, un poste au Cabinet, mais démissionne en 1995 à la suite d'allégations selon lesquelles il aurait violé les règles ministérielles.[réf. nécessaire]
Il est battu aux élections de 1997 . Dans l'année, il est nommé représentant de la société d'armement GEC-Marconi  (faisant partie de BAE Systems depuis novembre 1999).[réf. nécessaire]

## Arrestation et prison

### Action en diffamation
Le 10 avril 1995, The Guardian publie un rapport en première page sur les relations d'Aitken avec les Saoudiens. L'article est le résultat d'une longue enquête menée par des journalistes du journal et du programme World in Action de Granada Television. Aitken convoque une conférence de presse dans les bureaux du Parti conservateur à Smith Square, Londres, à 17 heures le même jour, dénonçant les allégations et exigeant que le documentaire World in Action, qui doit être projeté trois heures plus tard, soit retiré.[réf. souhaitée]
Le film World in Action, « Jonathan of Arabia », est diffusé comme prévu et Aitken exécute sa menace de poursuivre en justice. L'action se solde par un échec en juin 1997 (un mois après avoir perdu son siège aux élections générales de 1997) lorsque The Guardian et Granada produisent, par l'intermédiaire de leur avocat George Carman, des éléments de preuve contredisant son affirmation selon laquelle son épouse, Lolicia Aitken, a payé le séjour à l'hôtel Ritz à Paris. La preuve consiste en des bons de transport aérien et d'autres documents montrant que sa femme était en fait en Suisse au moment où elle aurait dû se trouver au Ritz à Paris. L'enquête conjointe Guardian / Granada révèle une escroquerie portant sur un accord d'armement et impliquant l'ami et partenaire commercial d'Aitken, l'homme d'affaires libanais Mohammed Said Ayas, un proche associé du Mohammed ben Fahd Al Saoud. Il est allégué qu'Aitken était prêt à faire mentir sa fille adolescente Victoria sous serment pour soutenir sa version des événements, si l'affaire avait continué.[réf. nécessaire]

### Condamnation pour parjure et emprisonnement
Aitken est accusé de parjure et de détournement du cours de la justice et, après avoir plaidé coupable le 8 juin 1999 pour les deux infractions, est emprisonné pendant 18 mois  dont il purge près de sept mois de prison . Au cours du procès en diffamation précédent, sa femme Lolicia, qui l'a quitté plus tard, est appelée comme témoin pour signer une déclaration sous serment soutenant qu'elle avait payé sa note d'hôtel à Paris, mais elle ne se présente pas à l'audience. En fin de compte, le travail d'enquête des journalistes du Guardian sur les dossiers de l'hôtel suisse et de British Airways démontre que ni sa fille ni sa femme n'étaient à Paris à l'époque en question.[réf. souhaitée]

### La faillite
Aitken n'a pas pu couvrir les frais de justice de son procès en diffamation et est déclarée en faillite. Dans le cadre de la faillite, ses syndics règlent des actions en justice contre le magazine Private Eye, au sujet des allégations qu'il avait faites selon lesquelles Aitken était un « menteur en série ». Il est également devenu l'une des rares personnes à démissionner du Conseil privé. La femme d'Aitken et ses trois filles sont venues le soutenir lorsqu'il a été condamné.[réf. nécessaire]

## Conversion chrétienne
Aitken assiste au Parcours Alpha en 1997, ce qui, selon lui, a suscité son intérêt pour le christianisme. Il suit le cours à d'autres occasions avant l'emprisonnement. Après avoir été emprisonné en 1999, il commence à étudier la Bible, apprend le grec et devient un étudiant en théologie chrétienne à Wycliffe Hall, Oxford[réf. souhaitée]. Cette partie de sa vie est couverte par deux ouvrages autobiographiques appelés Pride and Perjury et Porridge and Passion.
L'affirmation d'Aitken selon laquelle il avait trouvé Dieu a d'abord rencontré un certain scepticisme. Il déclare en 2000 qu'il ne sera pas ordonné parce qu'il n'est pas digne de la fonction et « n'aimerait pas donner une mauvaise réputation aux cols romains. ».
En 2006, Aitken devient président d'honneur de Christian Solidarity Worldwide.
Le 30 Juin 2018, Aitken est ordonné dans l'Église d'Angleterre comme diacre par Sarah Mullally, évêque de Londres,. Depuis lors, il sert en tant que pasteur non rémunéré à l'église St Matthew, à Westminster et en tant qu'aumônier de la Prison de Pentonville.
Exactement un an après être devenu diacre, le 30 juin 2019, Aitken est ordonné prêtre anglican dans l'église St Mary, à Stoke Newington, par l'évêque de Londres.[réf. nécessaire]

## Activités politiques récentes
Au début de 2004, certains membres du parti de circonscription de l'ancien siège d'Aitken de South Thanet proposent qu'il revienne en tant que candidat conservateur pour le siège aux élections générales de 2005. Le chef du Parti conservateur Michael Howard oppose son veto .
Aitken confirme par la suite qu'il n'essaierait pas de revenir au Parlement, affirmant que « le chef a pris la parole. J'accepte son jugement de bonne grâce. » Il dément les rumeurs selon lesquelles il se présenterait en tant que candidat indépendant, insistant sur le fait qu'il n'était pas un « spoiler ».[réf. nécessaire]
Aitken déclare plus tard son soutien au Parti pour l'indépendance du Royaume-Uni (UKIP)  une semaine avant les élections européennes de 2004. Le 2 octobre 2004, Aitken assiste à la conférence (UKIP) et réitère son soutien au parti.
En novembre 2007, avec l'approbation des hauts dirigeants du cabinet fantôme, il prend en charge un groupe de travail sur la réforme des prisons au sein du Centre pour la justice sociale d'Iain Duncan Smith pour aider à formuler la politique du Parti conservateur. Aitken déclare que cela ne fait pas partie d'un retour politique. Les porte-parole conservateurs soulignent que le groupe de travail est indépendant du parti, même si l'organisation est dirigée par Iain Duncan Smith. Le rapport Locked Up Potential: Une stratégie pour réformer nos prisons et réhabiliter nos prisonniers, est publié en mars 2009,.
En septembre 2020, il est révélé que l'ancien président de la Chambre des communes, John Bercow, a octroyé à Aitken un laissez-passer parlementaire grâce et faveur alors que la Chambre des communes affirme que d'anciens députés condamnés à une peine d'emprisonnement d'un année ou plus n'y sont pas éligibles.[réf. nécessaire]
En octobre 2021, son nom est cité dans les Pandora Papers : il est révélé que la biographie du président du Kazakhstan, Noursoultan Nazarbaïev lui a rapporté 166 000 livres sterling. 

## Travaux

### The young Meteors
Dans son premier livre The Young Meteors (Londres: Secker & Warburg, 1967; New York: Atheneum, 1967), Aitken dresse le profil des esprits les plus brillants parmi la jeune génération en Grande-Bretagne, et en particulier à Londres. Hunter Davies, l'une des personnes mise en avant, souligne que ces listes de promesses sont alors courantes dans le Sunday Times, mais inhabituelles en tant que livres . Beaucoup plus tard, Craig Taylor observe en 2003 que les personnes citées qui sont restées au premier plan comprenaient Michael Caine, David Bailey, Twiggy, David Frost et Don McCullin.
Aitken lui-même en 2003 a une mauvaise opinion du livre: "En termes de style, c'est certainement le pire livre que j'aie jamais écrit" . Pourtant, le titre est mémorable: il est consciemment adopté par Martin Harrison pour une enquête sur le photojournalisme britannique (y compris Bailey et McCullin) d'environ la même période .

### Livres plus récents
Aitken écrit plusieurs livres religieux chrétiens depuis sa sortie de prison. Il publie deux livres de prières, Prayers for People under Pressure (2006)  et Psalms for People Under Pressure (2004), et écrit une biographie du pasteur anglican John Newton, John Newton: De Disgrâce à Amazing Grace en 2007 .
Aitken écrit plusieurs biographies de personnalités politiques, dont le président des États-Unis Richard Nixon (Nixon: A Life, 1993) et le co-conspirateur de Nixon dans le Scandale du Watergate, Charles Colson (Charles W. Colson: A Life Redeemed, 2005), lui aussi converti en prison. Colson a aidé Aitken dans sa biographie de Nixon, et a plus tard correspondu avec Aitken pour le presser de se repentir à la suite de l'affaire de diffamation du Guardian. En 2009, Aitken publie une biographie du président du Kazakhstan, Noursoultan Nazarbaïev (Nazarbayev et la fabrication du Kazakhstan: du communisme au capitalisme), un ouvrage de commande. Aitken publie un livre de souvenirs personnels de Margaret Thatcher, Margaret Thatcher: Power and Personality, après sa mort en 2013 .